# Herb Bockenheim an der Weinstraße

Herb Bockenheim an der Weinstraße

Herb Kleinbockenheim przed połączeniem

Herb Großbockenheim przed połączeniem

Herb Bockenheim an der Weinstraße  stanowi herb dzielony w pas. W górnym polu niebieskim siedząca na szarym koniu postać świętego Marcina w takiejż zbroi prawą ręką przecinającego swój czerwony płaszcz. Koń z uniesioną lewą, przednią nogą stąpa w heraldycznie prawą stronę, święty Marcin odwraca się w stronę lewą. Wokół głowy świętego świeci złoty nimb. Uprząż, grzywa, ogon konia takiejż barwy. W dolnym szarym polu na zielonej trawie wspięty na tylnych nogach czarny kozioł z szarymi rogami skierowany w prawą stronę.
Herb został oficjalnie nadany w 1959 roku.
Łączy ze sobą herby Großbockenheim i Kleinbockenheim, które po scaleniu dały Bockenheim an der Weinstraße.
Jedynie z herbu Klienbockenheim usunięty został żebrak siedzący na ziemi u stóp konia.